# Seznam angleških politikov
Seznam angleških politikov.

## A
- Henry Addington, 1st Vikont Sidmouth
- Joseph Addison
- David Amess
- Paddy Ashdown
- Herbert Henry Asquith
- Clement Attlee

## B
- Stanley Baldwin
- Aneurin Bevan
- Ernest Bevin
- John Biffen
- Tony Blair
- David Blunkett
- Margaret Bondfield
- Leon Brittan (1939–2015)
- Gordon Brown
- Rab Butler

## C
- Lord Carrington
- George Canning
- William Cavendish, 4th Duke of Devonshire
- William Cavendish-Bentinck, 3rd Duke of Portland
- Sir Austen Chamberlain
- Joseph Chamberlain
- Neville Chamberlain
- Randolph Churchill
- Winston Churchill
- Kenneth Clarke
- Edward Coke
- Spencer Compton, 1st Earl of Wilmington
- Randal Cremer
- John Wilson Croker
- Sir Stafford Cripps
- George Nathaniel Curzon, 1st Marquess Curzon of Kedleston

## D
- Archibald Dalzel
- Sir Nathaniel Dance-Holland
- Bill Deedes
- Spencer Compton Cavendish, 8th Duke of Devonshire
- Edward Geoffrey Smith Stanley, 14th Earl of Derby
- Edward Henry Stanley, 15th Earl of Derby
- Benjamin Disraeli
- Alec Douglas-Home

## E
- Anthony Eden

## F
- Nigel Farage

## G
- Hugh Gaitskell
- William Ewart Gladstone
- Augustus Henry Fitzroy, 3rd Duke of Grafton
- Granville George Leveson-Gower, 2nd Earl Granville
- George Grenville, British prime minister
- William Wyndham Grenville, 1st Lord Grenville
- Charles Grey, 2nd Earl Grey

## H
- Denis Healey
- Edward Heath
- Michael Heseltine
- Michael Hicks-Beach, 1st Earl St Aldwyn
- Mike Hicks
- John Hoskyns, 2. baronet

## J
- Boris Johnson

## K
- John Wodehouse, 1st Earl of Kimberley

## L
- George Lansbury (1859-1940)
- Nigel Lawson
- Robert Banks Jenkinson, 2nd Earl of Liverpool
- John Lubbock

## M
- Harold Macmillan
- John Major
- Reginald Maudling
- Edward Morris

## L
- William Lamb, 2nd Viscount Melbourne

## M
- Theresa May

## P
- Thomas Pelham-Holles, 1st Duke of Newcastle
- Frederick North, Lord North
- Sir Robert Peel (1788-1850)
- Henry John Temple, 3rd Viscount Palmerston
- Henry Pelham
- Spencer Perceval
- William Pitt (the Elder), 1st Earl of Chatham
- William Pitt mlajši
- Enoch Powell
- John Pym

## R
- Cecil Rhodes
- George Robertson, Baron Robertson of Port Ellen
- Frederick John Robinson, 1st Earl of Ripon
- John Russell, 1st Earl Russell

## S
- Robert Arthur Talbot Gascoyne-Cecil, 3rd Marquess of Salisbury
- John Simon, 1st Viscount Simon
- Philip Snowden, 1st Viscount Snowden of Ickornshaw
- Jack Straw
- Keir Starmer

## T
- Nina Temple
- Margaret Thatcher
- John Horne Tooke

## W
- Horace Walpole
- Sir Robert Walpole
- Charles Watson-Wentworth, 2nd Marquess of Rockingham
- Sydney Webb
- Arthur Wellesley, 1st Duke of Wellington
- William Wilberforce
- Joseph Williamson (politik)
- Henry Willink
- Harold Wilson

## Z
- Konni Zilliacus